# Диболсхајм
Диболсхајм (фр. Diebolsheim) насеље је и општина у источној Француској у региону Алзас, у департману Доња Рајна која припада префектури Селестат Ерштајн.
По подацима из 2011. године у општини је живело 654 становника, а густина насељености је износила 93,03 становника/km². Општина се простире на површини од 7,03 km². Налази се на средњој надморској висини од 163 метара (максималној 165 m, а минималној 160 m).

## Демографија
| 1962. | 1968. | 1975. | 1982. | 1990. | 1999. | 2011. |
| ----- | ----- | ----- | ----- | ----- | ----- | ----- |
| 339   | 479   | 447   | 455   | 457   | 540   | 654   |

График промене броја становника у току последњих година